# James Blythe Rogers
Pour les articles homonymes, voir Rogers.
James Blythe Rogers (né à Philadelphie, Pennsylvanie, le 11 février 1802 ; y est décédé le 15 juin 1852) est un chimiste américain.

## Biographie
Il est le fils aîné de Patrick Kerr Rogers, diplômé du département de médecine de l'Université de Pennsylvanie en 1802, et en 1819 est élu professeur de philosophie naturelle et de mathématiques au Collège de William et Mary, où il reste jusqu'à sa mort. James Rogers fait ses études à William et Mary et, après des études préliminaires avec le Dr Thomas E. Bond, reçoit le diplôme de médecine de l'Université du Maryland en 1822. Par la suite, il enseigne à Baltimore, mais s'installe peu après dans la Petite-Bretagne, comté de Lancaster, Pennsylvanie, et y pratique la médecine.
Il trouve la pratique de la médecine peu agréable et retourne à Baltimore pour devenir surintendant d'une grande usine chimique. Il se consacre assidûment à l'étude de la chimie pure et appliquée et devient professeur de cette branche au Washington Medical College de Baltimore, donnant également des conférences sur le même sujet au Mechanics' Institute. En 1835, il est appelé à la même chaire du département médical du Cincinnati College, où il reste jusqu'en 1839, passant ses vacances d'été à des travaux de terrain et à des investigations chimiques en rapport avec l'enquête géologique de Virginie, qui est alors sous la responsabilité de son frère William.
En 1840, il s'installe définitivement à Philadelphie, où il devient assistant de son frère Henry, alors géologue d'État de Pennsylvanie, et en 1841, il est nommé maître de conférences en chimie au Philadelphia Medical Institute, une école d'été. Il est élu professeur de chimie générale à l'Institut Franklin en 1844 et y reste jusqu'à son élection en 1847 pour succéder à Robert Hare comme professeur de chimie à l'Université de Pennsylvanie.
Rogers est représentant à la convention médicale nationale en 1847 et délégué à la convention nationale pour la révision de la pharmacopée des États-Unis en 1850, et membre de diverses sociétés savantes.
Il rédige des articles dans des revues scientifiques et, avec son frère Robert, il prépare la septième édition des Elements of Chemistry d' Edward Turner et des Outlines of Organic Chemistry de William Gregory, en un seul volume (Philadelphie, 1846).